# Gai Valeri Potit Flac (cònsol 331 aC)
Gai Valeri Potit Flac (en llatí Caius Valerius Potitus Flaccus) va ser un magistrat romà. Era fill o potser net de Gai Valeri Potit, tribú amb potestat consular l'any 370 aC. Formava part de la gens Valèria, i era de l'antiga família dels Valeri Potit.
Va ser elegit cònsol romà l'any 331 aC amb Marc Claudi Marcel I. Titus Livi diu que apareixia en alguns documents antics tant amb el cognom Potit com amb el de Flac. Orosi només el cita com a Valeri Flac. És probable que fos el primer de la família que va assumir el cognom de Flaccus, i que els seus descendents van abandonar el nom de Potitus. Si aquesta suposició és correcta, els Flacci, que després es van convertir en una distingida família de les gens Valèria, van començar amb aquest Valerius Potitus.